# Бембло
Бе́мбло (пол. Bębło) — село в Польше в сельской гмине Велька-Весь Краковского повета Малопольского воеводства.
Село располагается в 11 км от административного центра воеводства города Краков. Около села проходит краевая дорога № 94. Разделяется на несколько неформальных частей: Колония-Заходня, Колония-Всходня и Колония-Полуднёва.

## История
Село было основано татарами в XIII веке. С XIV века до 1795 года принадлежало ойцовскому старосте.
В 1975—1998 годах село входило в состав Краковского воеводства.

## Население
По состоянию на 2013 год в селе проживало 1200 человек.
| 1827 | 2000 | 2001 | 2002 | 2003 | 2004 | 2005 | 2006 | 2007 | 2008 | 2009 | 2010 | 2011 | 2012 | 2013  |
| ---- | ---- | ---- | ---- | ---- | ---- | ---- | ---- | ---- | ---- | ---- | ---- | ---- | ---- | ----- |
| 338  | 983  | 984  | 999  | 1000 | 1015 | 1034 | 1059 | 1077 | 1086 | 1100 | 1145 | 1167 | 1182 | 1 200 |

Данные переписи 2013 года:
| Перепись  | Всего   | Всего | Женщины | Женщины | Мужчины | Мужчины |
| --------- | ------- | ----- | ------- | ------- | ------- | ------- |
| Единицы   | человек | %     | человек | %       | человек | %       |
| Население | 1200    | 100   | 616     |         | 584     |         |

## Туризм
Село располагается на территории туристической области Краковско-Ченстоховской возвышенности около Ойцовского национального парка. Вся территория села входит в состав ландшафтного парка «Долинки-Краковске». На территории села находятся несколько десятков отдельных скал, двадцать из которых считаются памятниками природы.